# U.S. Professional Indoor 1970
Lo U.S. Professional Indoor 1970 è stato un torneo di tennis giocato sintetico indoor. È stata la 3ª edizione dello U.S. Pro Indoor, che fa parte del World Championship Tennis 1970. Si è giocato al Wachovia Spectrum di Filadelfia in Pennsylvania negli Stati Uniti dal 2 all'8 febbraio 1970.

## Campioni

### Singolare maschile
Rod Laver ha battuto in finale  Tony Roche con il punteggio di 6–3, 8–6, 6–2

### Doppio maschile
Ilie Năstase /  Ion Țiriac hanno battuto in finale  Arthur Ashe /  Dennis Ralston con il punteggio di 6–1, 6–4